# Булонь — Жан Жорес (станция метро)
Булонь — Жан-Жорес (фр. Boulogne - Jean Jaurès) — станция линии 10 Парижского метрополитена, расположенная в коммуне Булонь-Бийанкур департамента О-де-Сен. Названа по бульвару Жан Жорес в этой коммуне. Первая станция линии 10 за пределами официальных границ Парижа. 

## История
- Станция открылась 3 октября 1980 года при продлении линии 10 на один перегоне на запад. В результате продления было разомкнуто петлевое движение по линии возле старой конечной линии Порт-д'Отёй.[2] До 2 октября 1981 года станция была конечной на линии.
- Пассажиропоток по станции по входу в 2011 году, по данным RATP, составил 3 748 047 человек[3]. В 2012 году на станцию вошли 3 881 029 человек[4], а в 2013 году — 3 847 782 пассажира (134 место по уровню входного пассажиропотока в Парижском метро)[5]

## Галерея

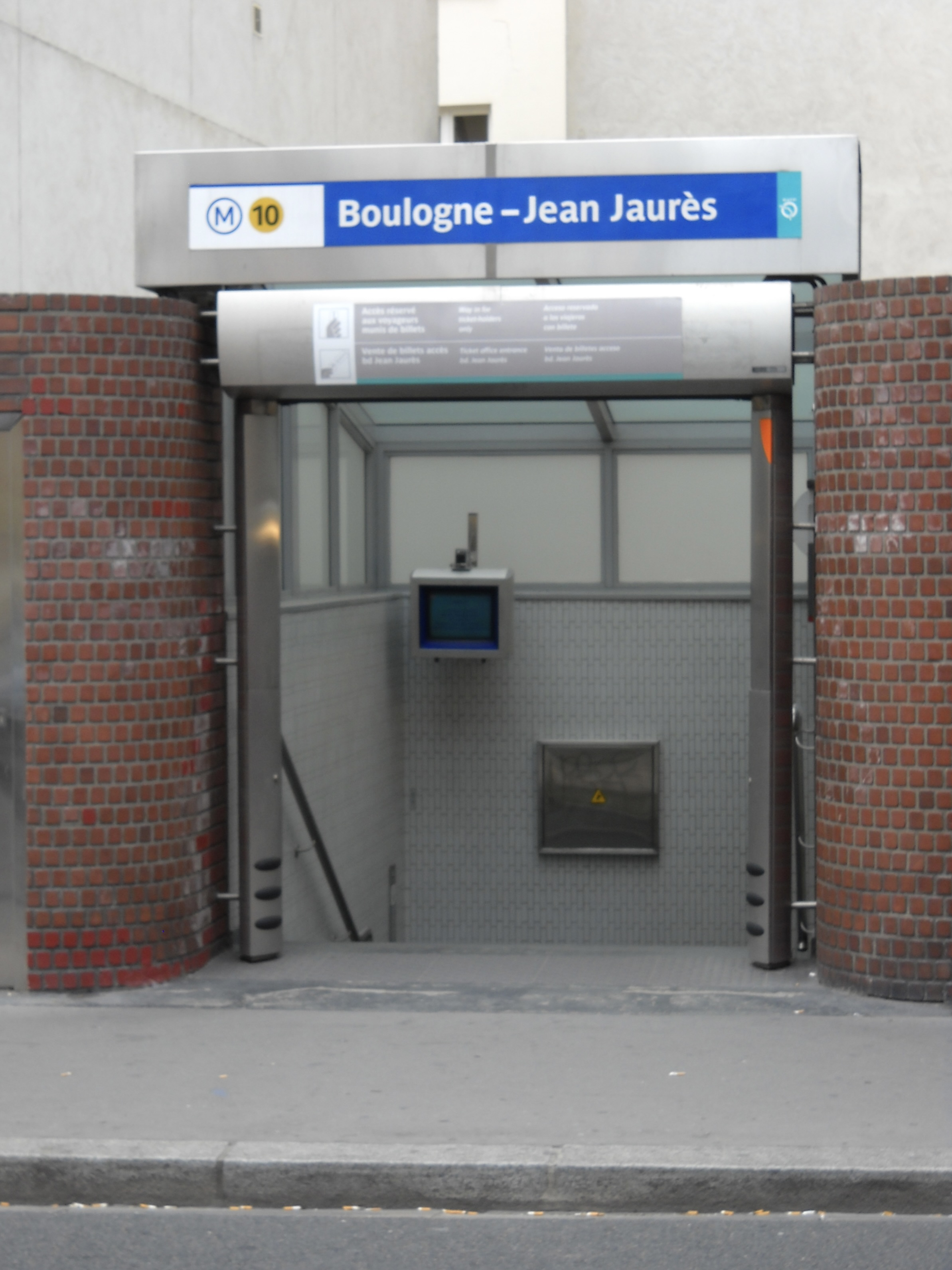
Выход из метро